# Epistemische breuk
Een epistemische of epistemologische breuk is het moment waarop eerder aanvaarde wetenschappelijke kennis wordt verworpen. De breuk situeert zich op vlak van de kennis en hetgeen waarmee wordt gebroken is dan ook een bepaalde theorie, een bepaald beeld of een (reeks) concept(en). Het begrip werd geïntroduceerd door Gaston Bachelard in werken als Le nouvel esprit scientifique (1934) en La formation de l'esprit scientifique (1938). Het is verder van invloed geweest op filosofen als Louis Althusser en Michel Foucault.

## Gaston Bachelard
Gaston Bachelard stelde dat de geschiedenis van de wetenschap gekenmerkt wordt door een confrontatie met epistemologische obstakels die de vooruitgang van het denken verhinderen. Deze worden niet opgeworpen door de complexiteit van de wereld of de beperkingen van de mens, maar door de manier waarop wordt gedacht. Voorbeelden bij Bachelard zijn onder meer het 'animistisch obstakel' of het 'substantialistisch obstakel'. Beide komen bijvoorbeeld voor als men de geschiedenis van de kennis over vuur en warmte bekijkt. Men was in vroegere periodes geneigd vuur op te vatten als iets levends of op zoek te gaan naar een soort diepere essentie van het vuur. Dit laatste was bijvoorbeeld het geval bij de theorie van warmtevloeistof. Op het moment van een breuk worden deze onbewuste belemmeringen voor het wetenschappelijk denken overwonnen en is wetenschappelijke kennis van het object mogelijk.
Voor Bachelard werd wetenschappelijkheid dan ook gekenmerkt door een epistemologische breuk met het alledaagse denken, dat juist gekenmerkt wordt door zulke imaginaire beelden en metaforen die het denken sturen. In die zin zette hij zich af tegen denkers uit zijn tijd als Émile Meyerson die het wetenschappelijk denken zagen als een verlengde van het alledaags denken. In La valeur inductive de la relativitée (1929) zette Bachelard zich zo al bijvoorbeeld af tegen zo'n interpretatie van de relativiteitstheorie. Voor Bachelard was deze theorie geheel verschillend van al het voorgaande en moest dan ook getypeerd worden als een breuk.

## Verder gebruik
Het idee van de rupture épistémologique van Bachelard werd als coupure épistémologique gebruikt door Louis Althusser en Alain Badiou. Althusser stelde, onder meer in Pour Marx (1965), dat binnen het werk van Karl Marx zo'n breuk waarneembaar is, waar Marx breekt met de ideologische begrippen van onder meer Hegel en zo het 'continent van de geschiedenis' opende. Dit maakte, volgens Althusser, van het historisch materialisme een wetenschap. Op grond hiervan verwerpt Althusser dan ook de humanistische interpretaties van het werk van Marx, zoals dat het geval was bij Jean-Paul Sartre of in de officiële visie op Marx van de PCF, bijvoorbeeld bij Roger Garaudy. Althussers lezing van Marx wordt dan ook getypeerd als 'antihumanistisch'.
De twee vroegere 'continenten' die Althusser identificeerde zijn het 'continent van de wiskunde' bij de oude Grieken en het 'continent van de natuurkunde' bij Galileo Galilei. Deze epistemologische breuken worden ook steeds vergezeld van een omwenteling binnen de filosofie: bij de oude Grieken was dit de filosofie van Plato en bij Galilei was dit de filosofie van René Descartes. Althusser is ook geneigd de psychoanalyse van Sigmund Freud (via de herinterpretatie van Jacques Lacan) in hetzelfde licht te bekijken: ook hier vindt een breuk plaats met het vroegere ideologische denken over het individu. Juist zoals het marxisme duidelijk zou gemaakt hebben dat het menselijk bewustzijn niet centraal staat in de geschiedenis, zo toont de psychoanalyse dat het bewustzijn ook niet centraal staat in het individu.
Ook het oeuvre van Michel Foucault lijkt op sommige plaatsen beïnvloed te zijn door deze terminologie. In zijn boek Les mots et les choses (1966) interpreteert Foucault de epistemische breuk als de overgang tussen verschillende épistèmès, het geheel van kennis en wetenschap in een bepaalde periode en hoe de onderlinge samenhang wordt ervaren. Epistemische breuken zouden zich hebben voorgedaan rond 1650 en 1800. Foucault maakte onderscheid tussen de épistèmès van de Renaissance, die van wat hij de Klassieke Tijd noemde (1650-1800) en de Moderne Tijd (1800-heden). Hij voorzag het einde van de heersende épistèmè ten tijde van zijn schrijven.